# Sierra Perenchiza
La Sierra Perenchiza, también llamada Pelenchisa y en valenciano Serra Perenxisa, es una sierra de la provincia de Valencia que se extiende de noroeste a sureste en una longitud aproximada de siete kilómetros en dirección este-oeste y de uno en dirección norte-sur, por los términos municipales de Torrente, Chiva y Godelleta. Constituye una de las estribaciones montañosas del sistema Ibérico que más se acerca a a la costa por el extremo sureste.

## Toponimia
El actual topónimo de Perenchiza, en castellano, o Perenchisa/Pelenchisa en valenciano, aparece ya documentado en el Llibre del Repartiment de Valencia tan tempranamente como en el año 1238 (Ferrando i Francés 1979: 20 r191: Perancisa; 80 r951: Perancissam; 200 r2252: Perancisa). 
Joan Coromines (1996: VI 202 s. Perenxisa) propone en su Onomasticon que el término perenchiza viene a partir del latín "PETRA INCISA" (piedra cortada/ hendida). Está teoría estaría confirmada gracias a otras variantes etimológicas, no solo las anteriormente nombradas en el libre de repartiment, sino de otros lugares o municipios, pues el uso de "per-" para la raíz latina "petr-" (piedra) es típico del catalán y del valenciano, lo que podemos observar en ejemplos como en Capdepera (Mallorca) o Perafita (Barcelona), correspondiente a Piedrahíta en castellano.

## Geografía
Como última estribación de las sierras ibéricas más cercana a la costa levantina, se localiza entre la depresión central valenciana y el Campo de Chiva, sirviendo como límite administrativo entre los municipios de Godelleta, Torrente y Chiva, así como divisoria entre dos comarcas: la Huerta de Valencia y la Hoya de Buñol.
Sus cimas superan los 200 metros de altitud, y la zona más elevada se encuentra sobre el Llano de Toxar donde se encuentran un vértice geodésico de segundo orden y el punto altitud máxima de la sierra. El mapa del Instituto Geográfico Nacional 721-II sitúa el vértice geodésico en una cima de 326 m, mientras que marca otra cima trescientos metros más al oeste con 329 m. Ambas cimas se utilizan como emplazamiento de antenas repetidoras y se encuentran en el término municipal de Chiva, si bien a pocas decenas de metros del de Torrente.

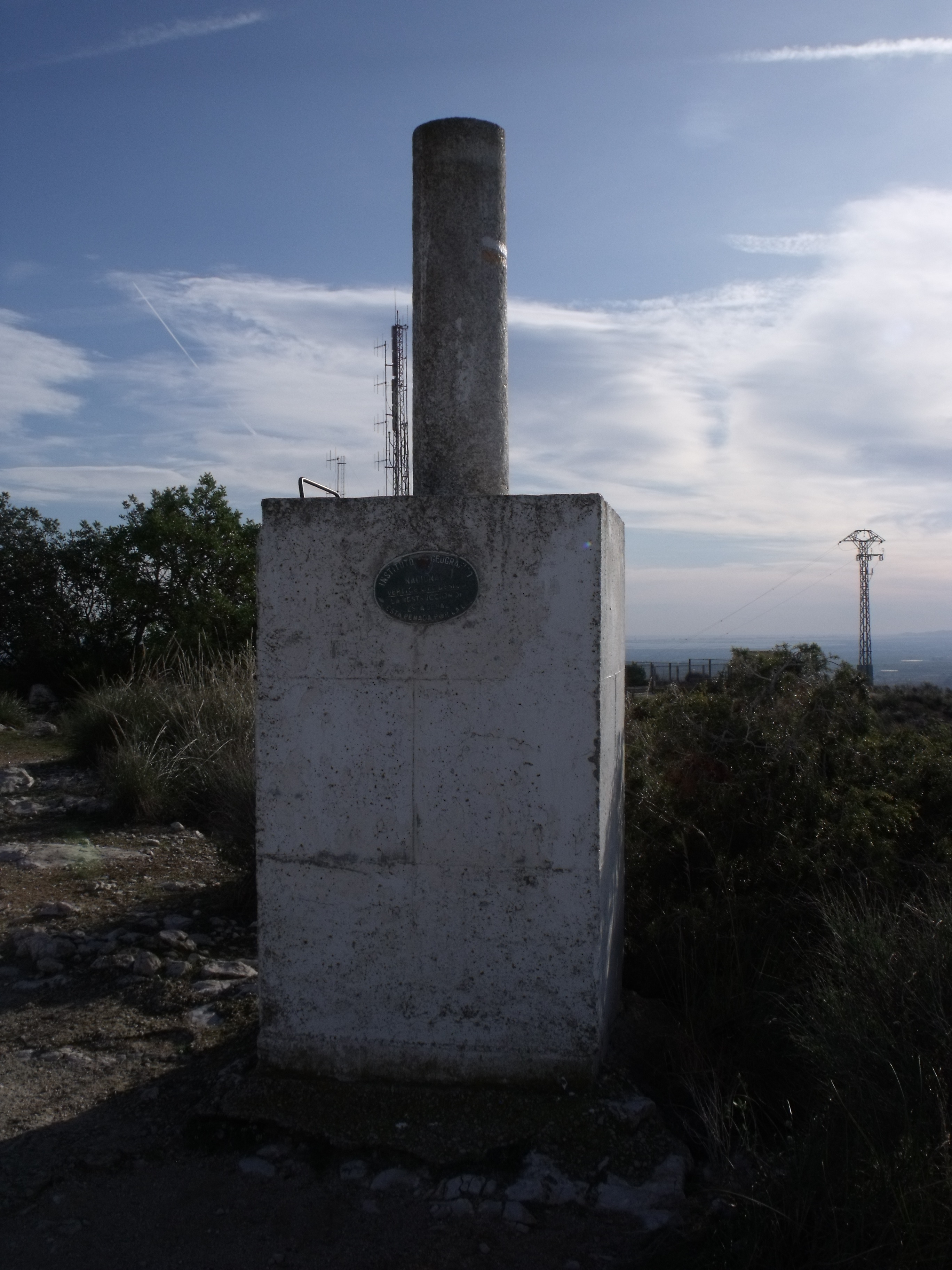
Vértice geodésico a 326 m.
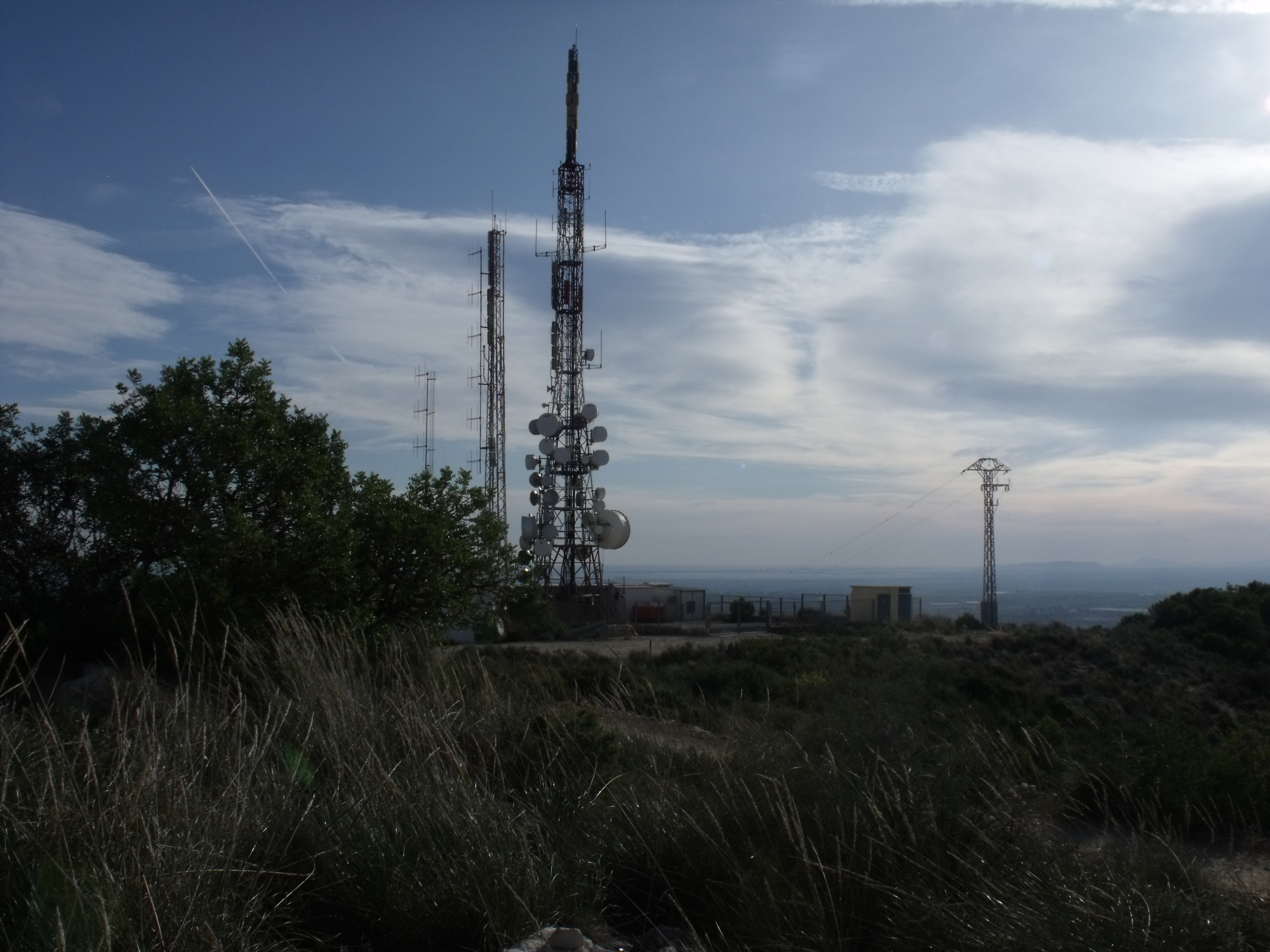
Antenas en la cota de 326 m.
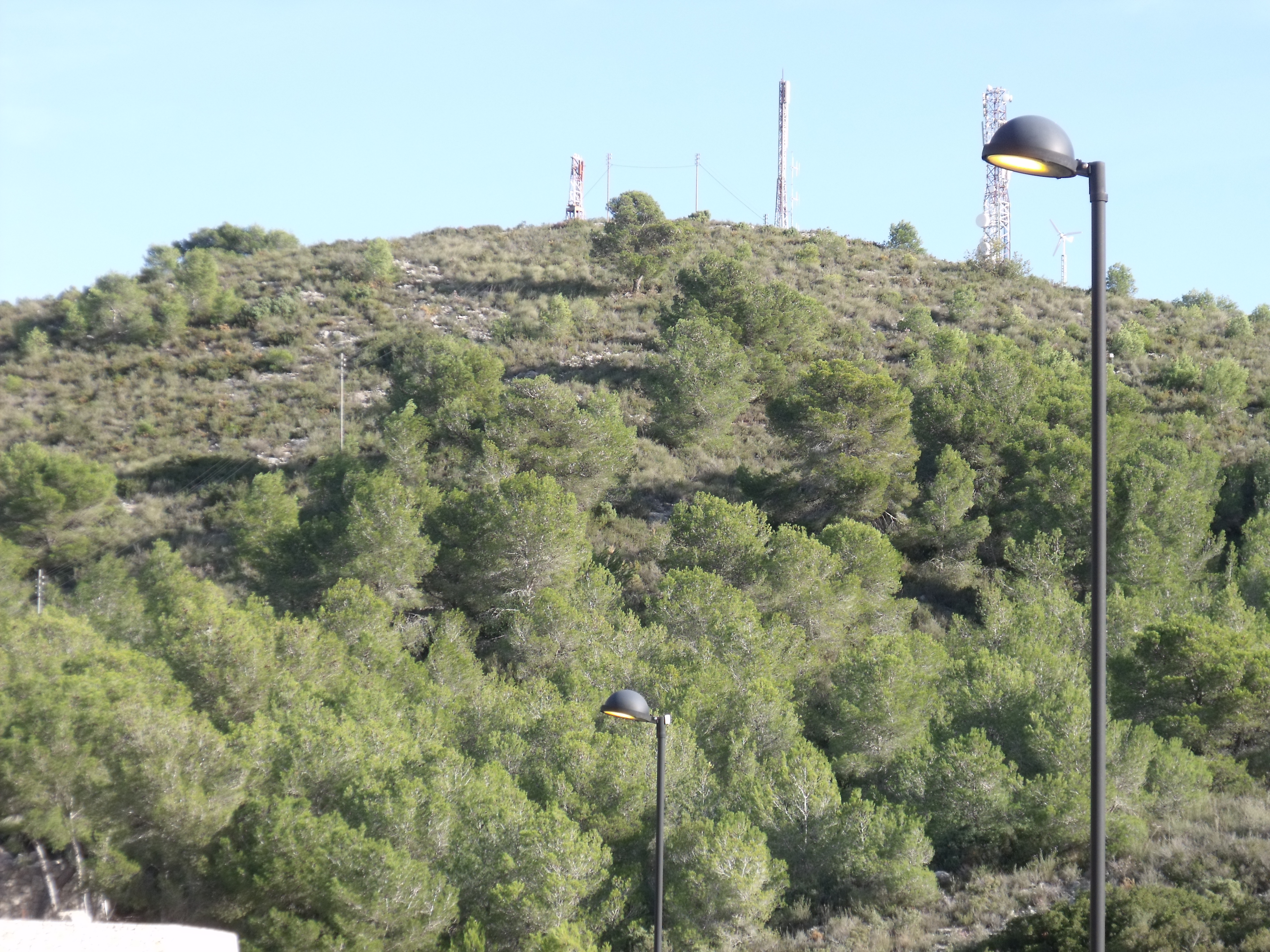
Antenas en la cota de 329 m.
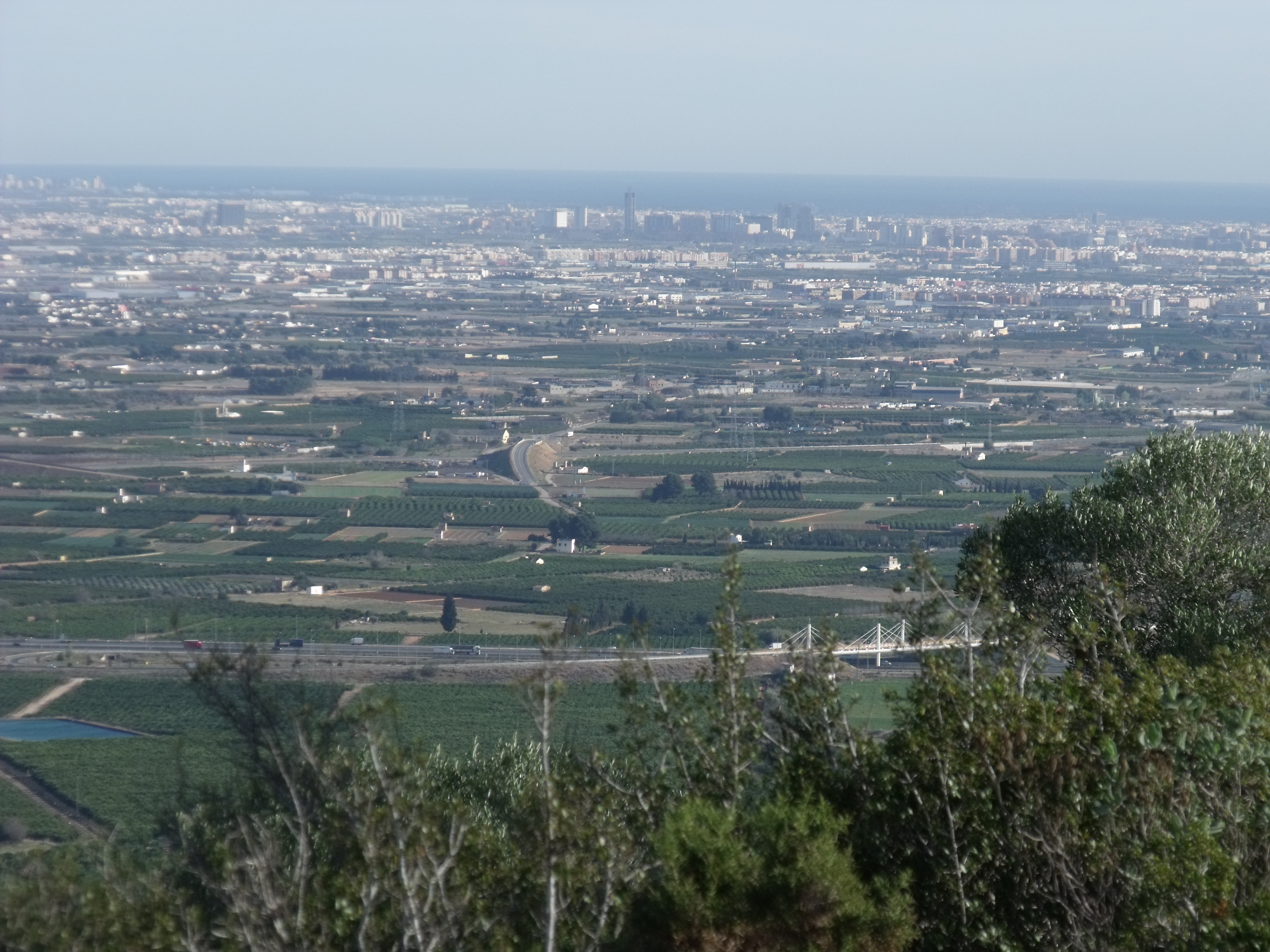
Valencia desde la cota de 326 m. La Perenchiza es una de las estribaciones del sistema Ibérico más próximas al Mediterráneo
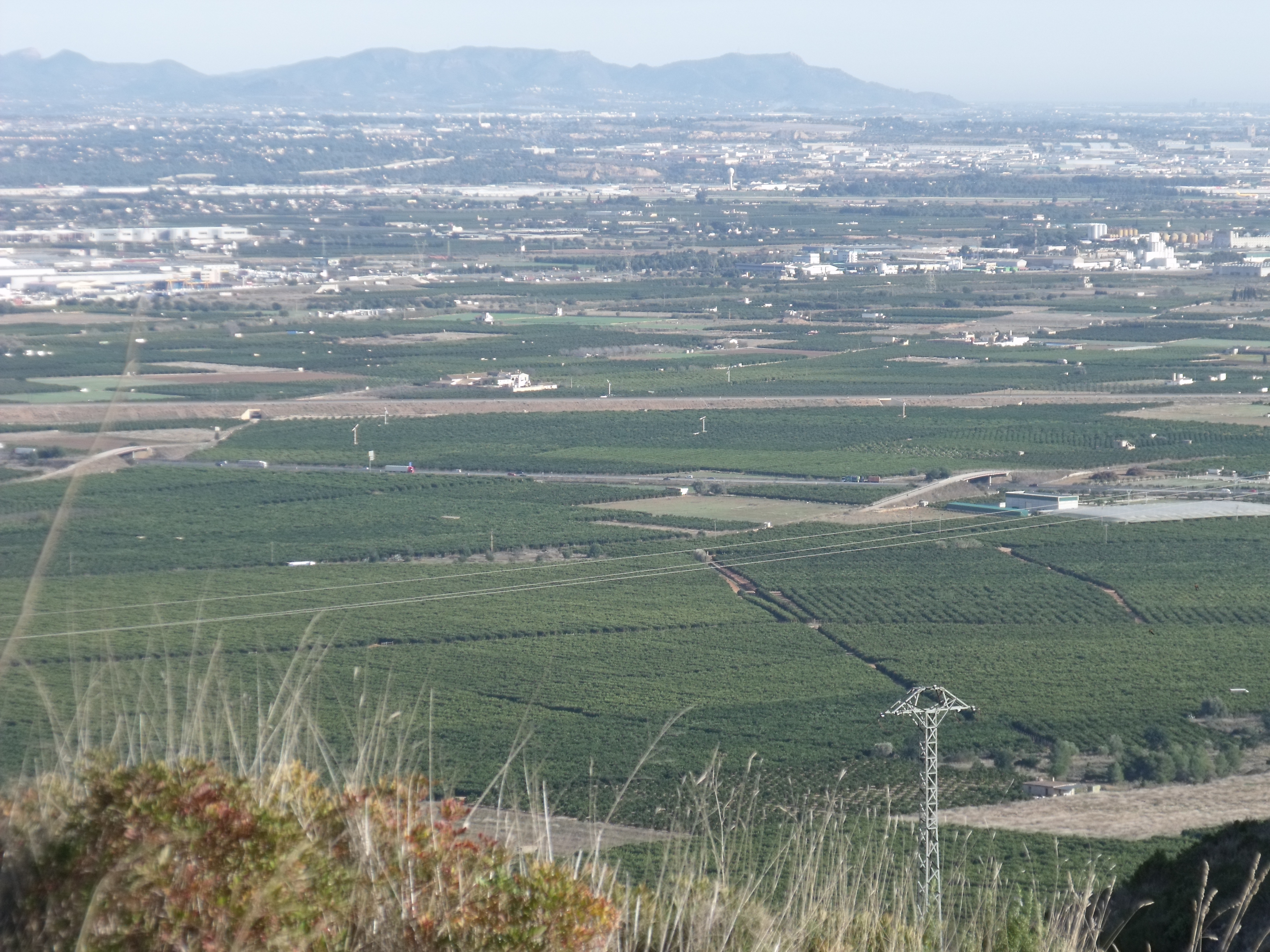
Vista de la Plana de Cuart desde la sierra.
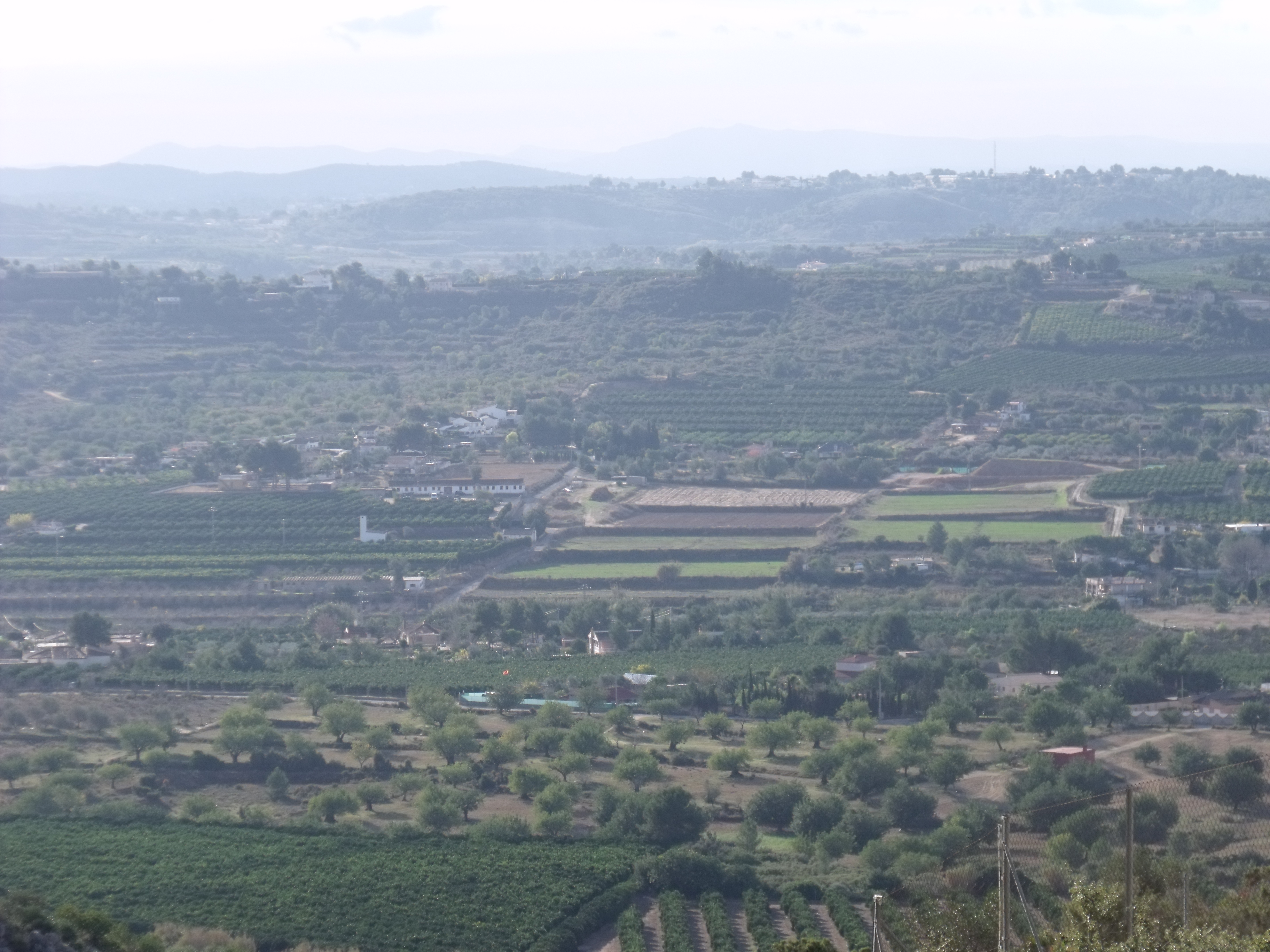
Valle del barranco de la Horteta, que se extiende al sur de la sierra.

## Geología

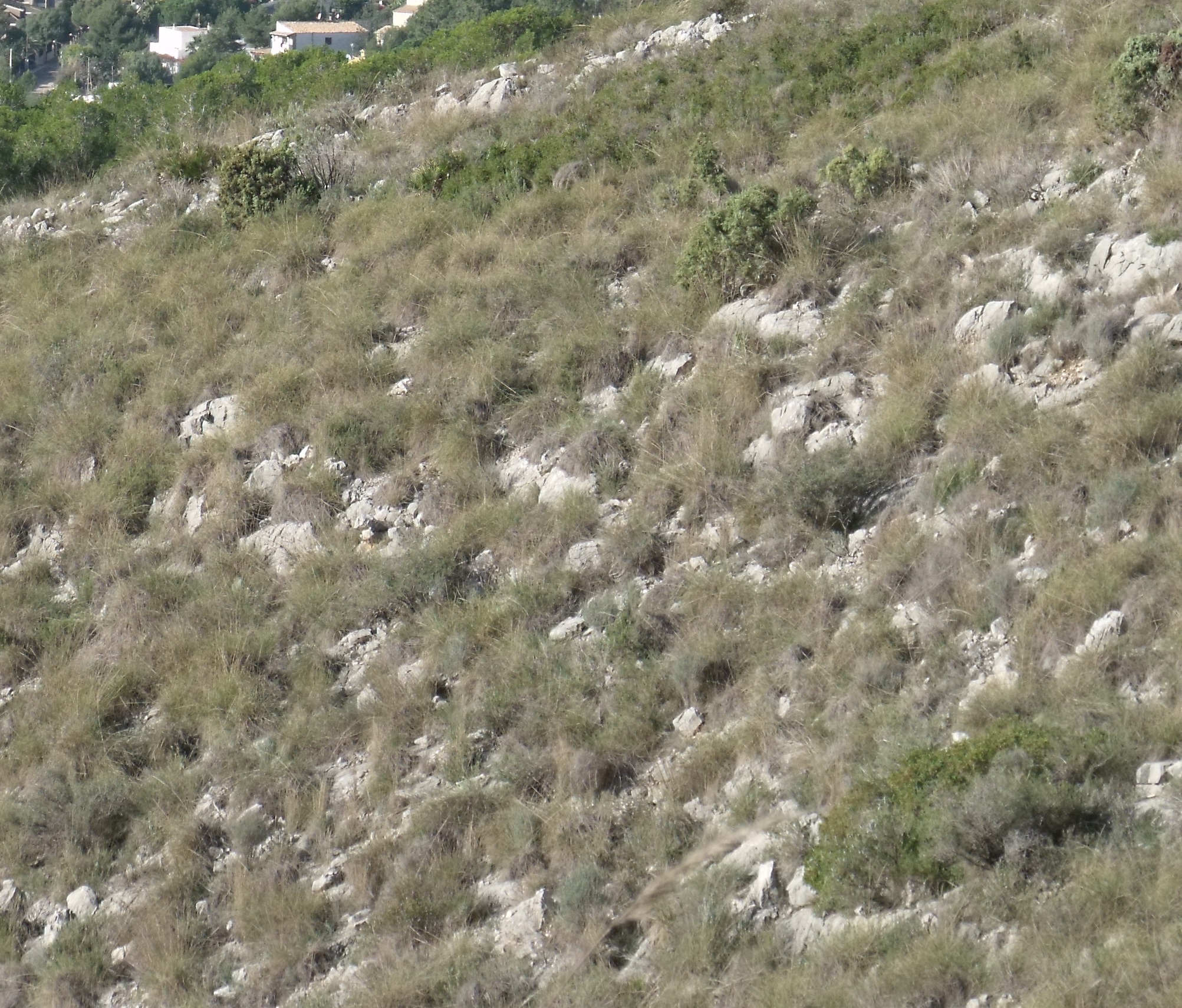
Piedra caliza en la sierra, cerca de las Cumbres de Calicanto.

Durante la era terciaria los movimientos orogénicos alpinos conllevaron a la elevación de las cordilleras ibéricas en sentido NW - SE.
Posteriormente y tras el hundimiento de la depresión valenciana, éstos retazos ibéricos fueron escalonados hacia el mar, quedando emergido dentro de esta llanura la Sierra Perenchiza.

## Relieve
La Sierra Perenchiza presenta un relieve montañoso muy modelado por los agentes erosivos, cuyas cumbres son redondeadas e incluso llanas, como el Llano de Toxar.
La roca más abundante es la caliza, una roca dura constituida por carbonato cálcico que se disuelve con agua de lluvia. Se caracteriza además por su porosidad y capacidad de retención de agua.
Dentro y cerca de la Sierra Perenchiza podemos encontrar formas primordiales de este tipo de relieve cárstico, como los lapiaces, simas minúsculas y surgencias o fuentes sobre los piedemontes, como la fuente de Calicanto, de la Teula o el del Clot del Bailón.

## Vegetación

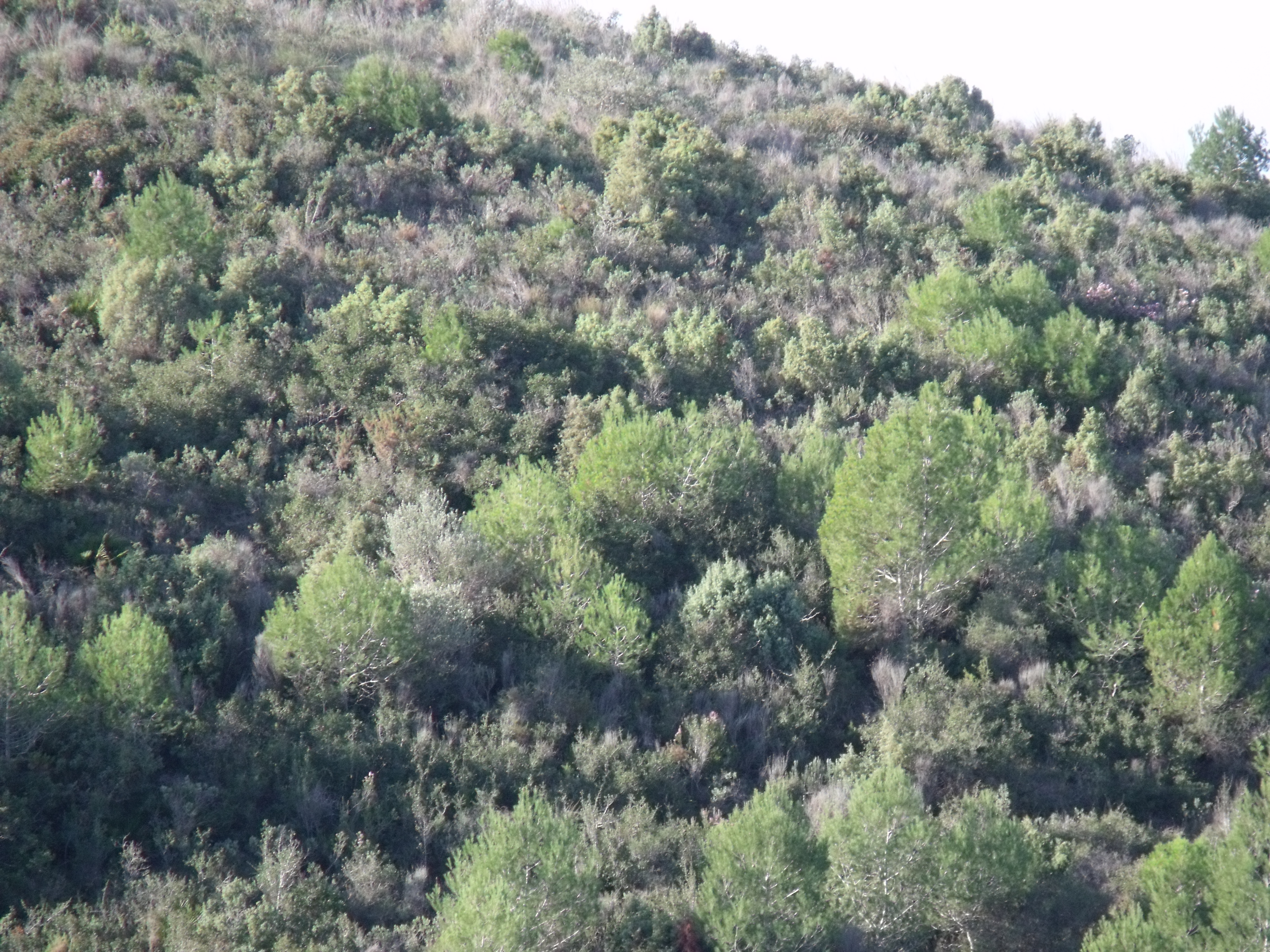
Pinos y monte bajo en la Sierra Perenchiza.

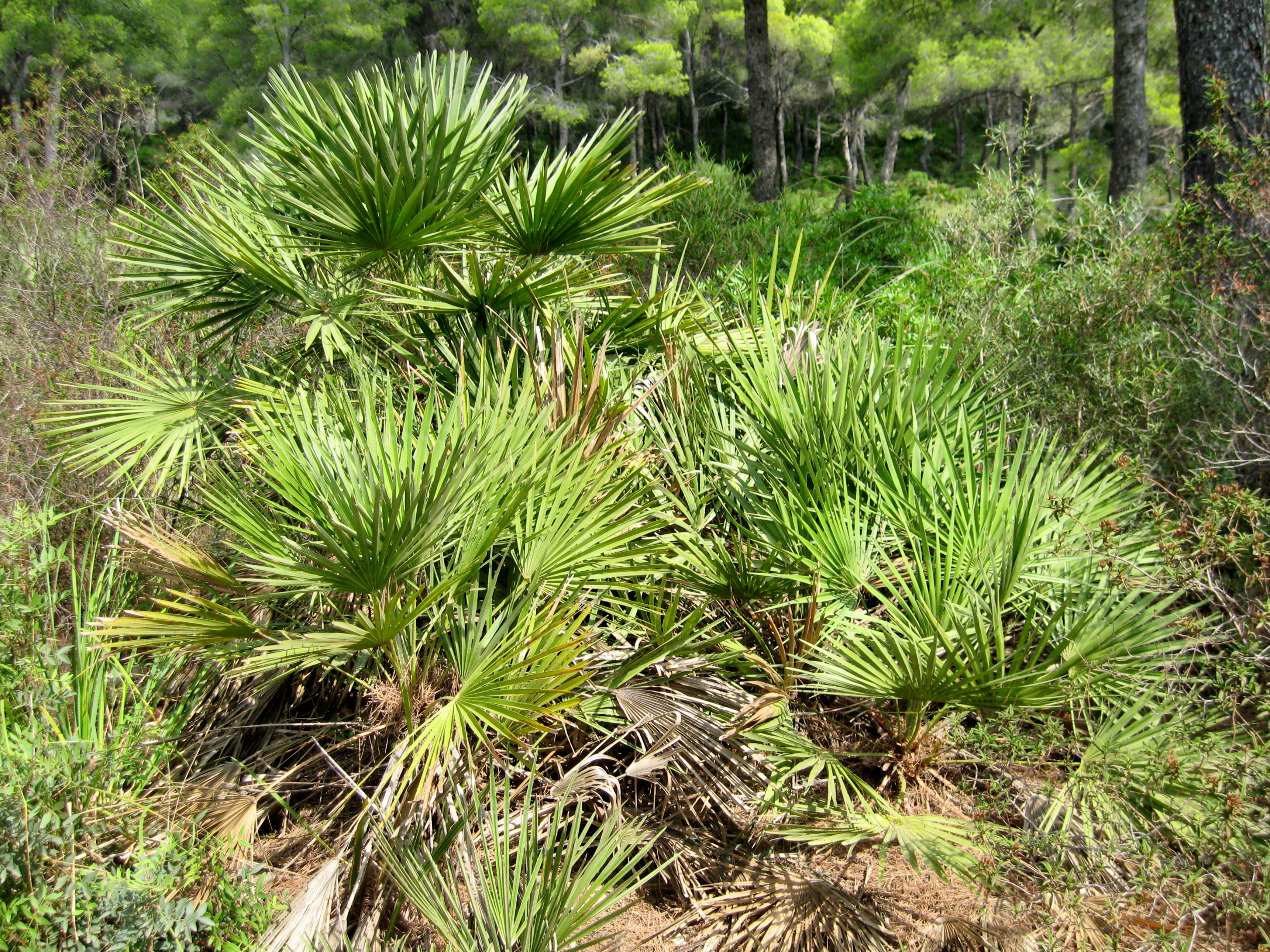
El palmito es una especie vegetal característica de la Sierra Perenxisa.

- La vegetación está formada principalmente por matorral arbustivo, formando la típica garriga mediterránea, en la que se encuentran entre los arbustos de mayor porte las siguientes especies: coscoja, lentisco, aliaga, brezo, albaida, palmito, aladierno, espino negro y enebro de la miera.
- En el estrato de vegetación de menor porte, se encuentran las siguientes especies: labiadas como romero, poleo, tomillo; cistáceas como jara blanca, romero macho o el jaguarzo y también algunas especies de leguminosas y gramíneas.
- El estrato arbóreo lo forman, principalmente, ejemplares de pino carrasco, resultando un estrato arbóreo muy claro e irregularmente distribuido, al que se añaden pequeños grupos de carrascas, algarrobos y olivos, encontrándose también especies lianoides como la rubia (Rubia peregrina), la zarzaparrilla, la vidiella y la zarzamora.

## Fauna

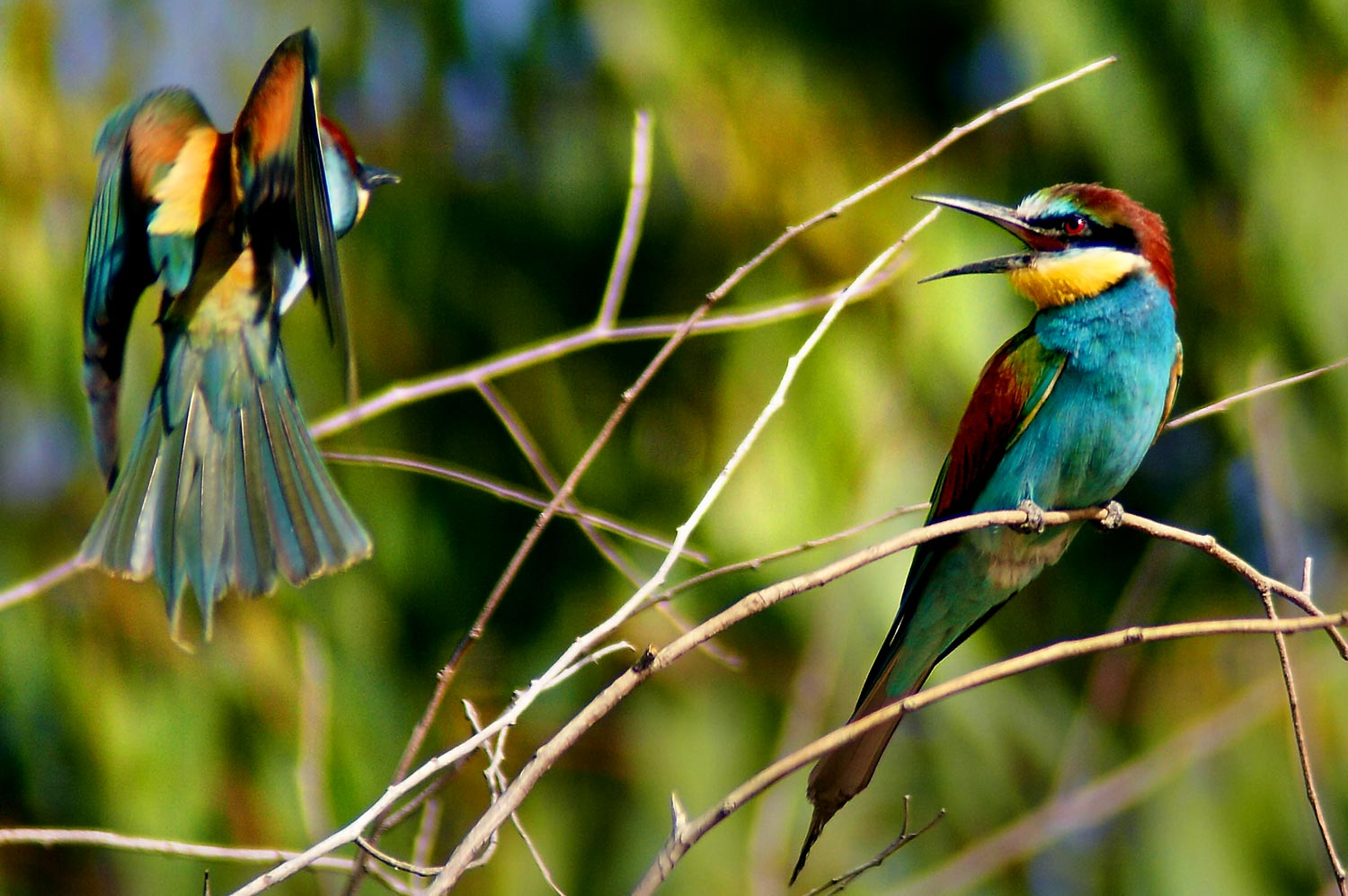
El abejaruco se ve durante el verano en la Sierra Perenchiza.

- La fauna es la propia de las formaciones de pinar, zorros, erizos europeo y moruno, martas, jabalíes y murciélagos.
- En la herpetofauna, destaca el sapo común, el corredor y el partero, el sapillo moteado, el lagarto ocelado y ofidios como la culebra de herradura, la culebra de escalera y la culebra de agua.
- En la avifauna se encuentran las especies típicamente asociadas a las formaciones de pinar y matorral, destacando la curruca capirotada, cabecinegra y rabilarga; el colirrojo tizón, el carbonero común, el herrerillo capuchino y el jilguero. Rapaces como el cernícalo común, el autillo y, esporádicamente, el águila calzada, el ratonero y el gavilán.
- En los cursos de agua del Barranco del Gallego y el de la Horteta se avista la polla de agua, el carricero común, el martín pescador y de forma esporádica aves en paso hacia la Albufera como la garza real y la garcilla bueyera. En verano destaca la presencia del abejaruco.

## Valor paisajístico

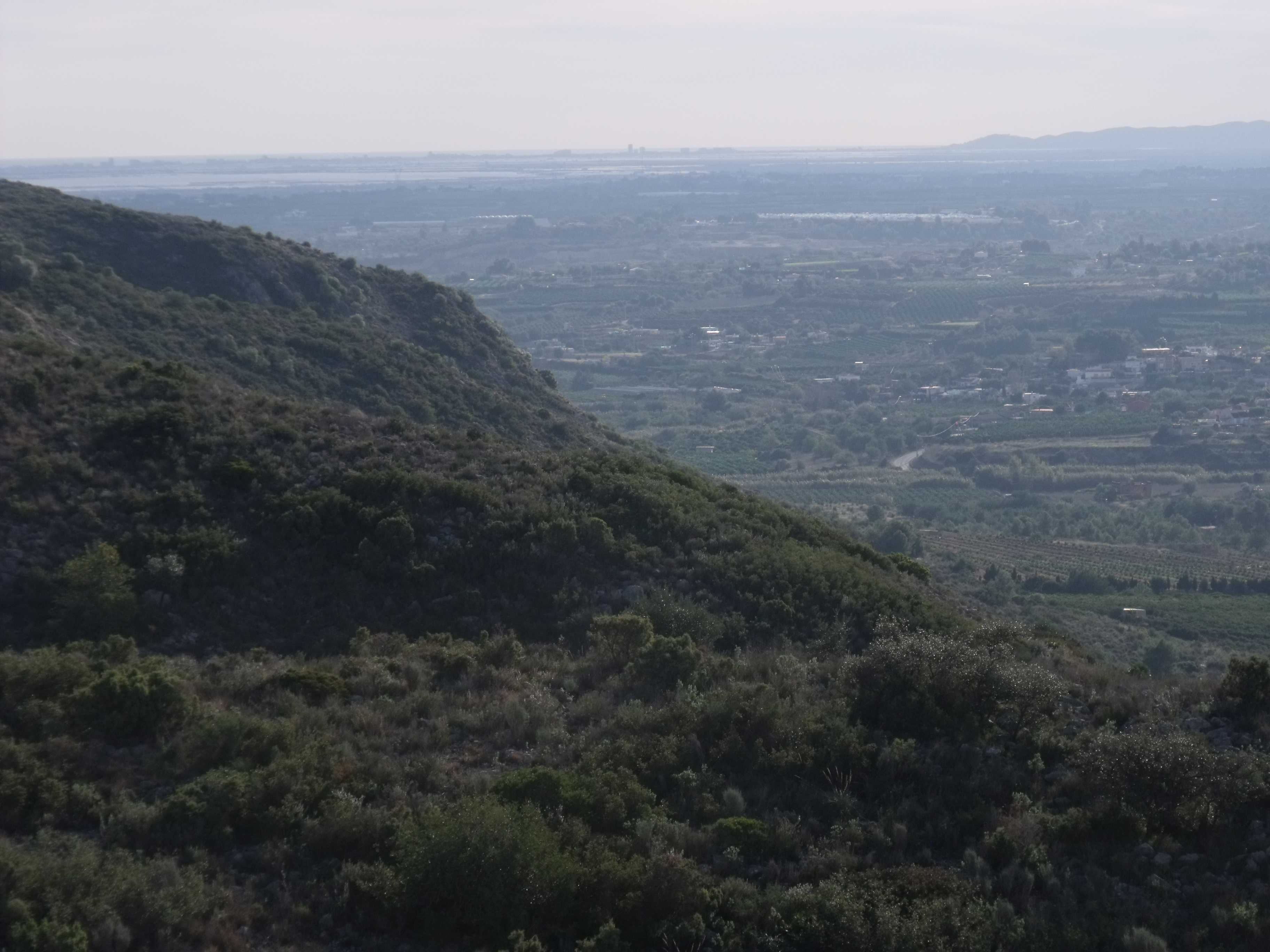
La vista desde la Sierra Perenchiza hacia el sureste, llegando a la Albufera y Cullera.

Su valor paisajístico en el contexto local es muy importante, siendo un elemento básico en la conformación del paisaje de Torrente, pese a su elevado grado de urbanización.
Desde su cima, puede disfrutarse de una magnífica panorámica de la llanura costera valenciana, con la Albufera como hito más destacado; así como de la Plana de Cuart.

## Patrimonio cultural
- Los acueductos denominados els Arquets de Dalt y els Arquets de Baix, de época islámica, cuya función era conducir los caudales de las fuentes que vertían a los barrancos situados al oeste del término de Torrente a las zonas de regadío situadas al este.
- Los yacimientos de época ibérica Lloma de Birlet y Llometa del Clot de Bailón; y de la Edad del Bronce Llometa de l'Espart, Puntal de Albaida y les Garravaques.
- De época musulmana se encuentra el poblado mudéjar y el lugar funerario de la Carrasquera.

## Presencia humana actual

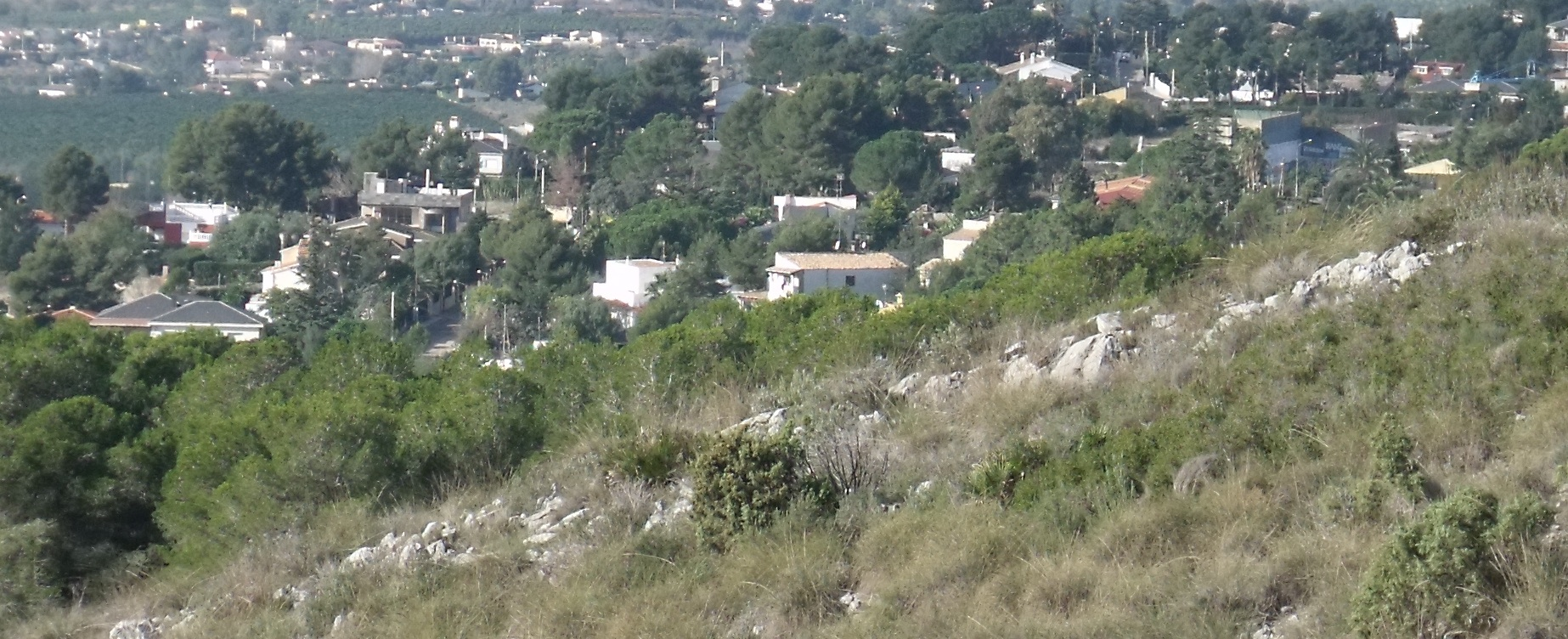
Urbanización Cumbres de Calicanto, en el oeste de la sierra.

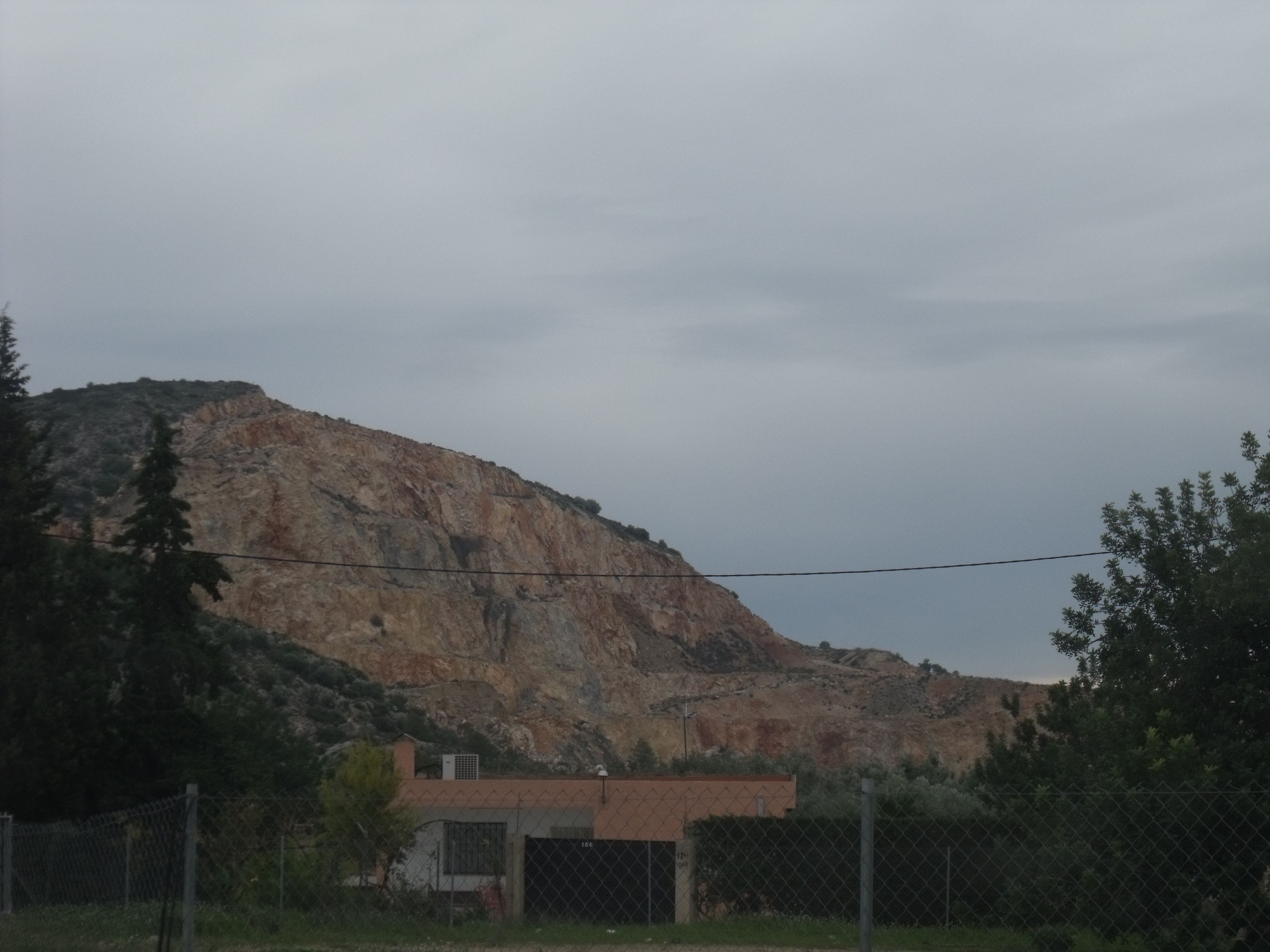
Cantera utilizada en la construcción del Plan Sur.

Desde los años sesenta del siglo XX se ha ido desarrollando la presencia de población en la sierra, localizada en diversas urbanizaciones. Estas incluyen Cumbres de Calicanto (que se extiende por los términos de Godelleta -121 habitantes en 2010-, Chiva -1899 hab.- y Torrente -784 habitantes-) y Sierra Perenchiza -693 hab.- (en Chiva).
La cantera de Sierra Perenchiza también inició su actividad en los sesenta como fuente de material para la construcción del Plan Sur. Esta cantera, que llegó a ser una de las mayores de la Comunidad Valenciana, ocupando una superficie de 32 hectáreas, cesó su actividad el 30 de junio de 2010, y para finales de ese año ya había sido desmantelada.

## Paraje Natural Municipal

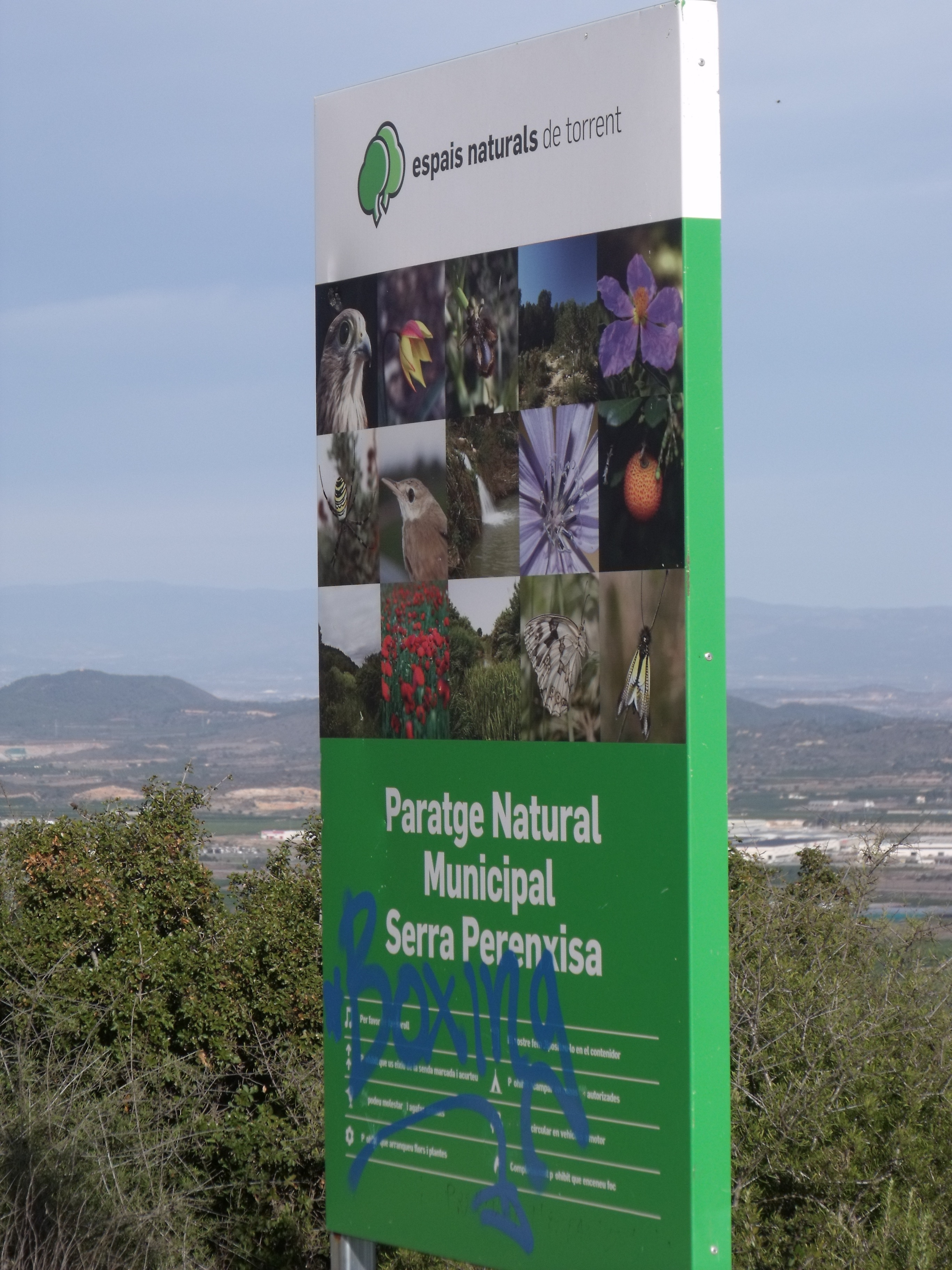
Acceso nororiental al parque.

El Paraje Natural Municipal Sierra Perenchiza, con una superficie de 174.38 ha, se localiza en el término municipal de Torrente. Fue declarado por la Generalidad Valenciana el 10 de febrero de 2006. Ocupa la esquina sudeste de la sierra.
El sendero PR-V 162 recorre la sierra, incluyendo el parque, y los valles de los barrancos de La Horteta y del Gallego.